# Margelana versicolor
Margelana versicolor là một loài bướm đêm trong họ Noctuidae.